# جلبر
جلبر هي قرية في مقاطعة أرومية، إيران. يقدر عدد سكانها بـ 264 نسمة بحسب إحصاء 2016.